# ميرا25 (ألمانيا)
جبهة العصيان الواقعي الأوروبي (باليونانية: Μέτωπο Ευρωπαϊκής Ρεαλιστικής Ανυπακοής)‏ أو ميرا25 (بالإنجليزية: MeRA25)‏ (باليونانية: ΜέΡΑ25)‏ هو حزب سياسي ألماني. وهي جزء من الحركة الأوروبية، حركة الديمقراطية في أوروبا 2025 (DiEM25). تأسس هذا الحزب السياسي أولاً باسم الديمقراطية في أوروبا (بالألمانية: Demokratie in Europa)‏ في 28 نوفمبر 2020،  ثم تم تغيير اسمه إلى MERA25 في 13 نوفمبر 2021، في إشارة إلى الحزب اليوناني الذي يحمل نفس الاسم.

## تاريخ

### الانتخابات البرلمانية الأوروبية
تأسست حركة الديمقراطية في أوروبا 2025 في 9 فبراير 2016، ضمن فعالية في مسرح فولكسبونة، في برلين. وفي تصويت داخلي لأعضاء الحركة عبر الإنترنت على مستوى أوروبا، قررت حركة الديمقراطية في أوروبا 2025 إنشاء جمعية سياسية أخرى في ألمانيا للمشاركة في الانتخابات الأوروبية لعام 2019. تأسست هذه الجمعية كحزب سياسي في 2 يونيو 2018 في فرانكفورت أم ماين تحت اسم الديمقراطية في أوروبا – DiEM25. تم انتخاب لاورا مولر وياسبر فينكلدي كرئيسين للجمعية العامة للديمقراطية في أوروبا – DiEM25 في 24 نوفمبر 2018. كان المرشح الأول للانتخابات الأوروبية في ألمانيا هو وزير المالية اليوناني السابق يانيس فاروفاكيس، مع ترشح دانييلا بلاتش كمرشحة ثانية. كان الحزب مدعوماً من قبل حركة الديمقراطية في الحركة وحركة شجاعة. وفي الانتخابات، حصل الحزب على 130.072 صوتاً في ألمانيا. ويتوافق هذا مع حصة تصويت تبلغ 0.3%، لكن هذه النسبة كانت أقل من الحد المطلوب لأي من المقاعد ال96 المخصصة لألمانيا في البرلمان الأوروبي.

### تشكيل الحزب
تأسست الجمعية كحزب تحت اسم الديمقراطية في أوروبا في 28 نوفمبر 2020. في 13 نوفمبر 2021، أعيد تأسيس الحزب واتخذ نفس اسم الجناح الانتخابي اليوناني MέΡA25 . ترشح حزب MERA25 لأول مرة في الانتخابات البرلمانية للولاية في 14 مايو 2023 لانتخابات برلمان بريمن. تم تمويل الحملة حصرياً من خلال التبرعات الفردية وركزت على موضوع الإسكان. استحوذ الحزب على 0.6٪ من إجمالي الأصوات الثانية الصحيحة.

## المواقف
بالنسبة لـ MERA25، فإن السياسات الاجتماعية والديمقراطية الراديكالية هي محور توجهها السياسي. وتتلخص النقاط الرئيسية لبرنامج الحزب فيما يلي:
- ضمان اجتماعي مع ضمان التقاعد والسكن والرعاية الصحية.
- حقوق العمال مثل الضمان الوظيفي وأسبوع العمل المكون من 4 أيام والدخل الأساسي الشامل وزيادة الرواتب في الوظائف الاجتماعية والخدمية.
- الصفقة الخضراء الجديدة للوصول إلى الحياد المناخي بحلول عام 2030 للاستثمارات في قطاعات الاقتصاد والطاقة والبناء والزراعة وسوق العمل.
- سياسة سلام وضد زيادة الإنفاق العسكري.
- تحقيق العدالة للفئات المهمشة والأفراد في مواجهة الدولة وقطاع الأعمال، وكذلك تحقيق العدالة لدول الجنوب العالمي . إلغاء تجريم الهجرة وإلغاء وكالة فرونتكس واستبدالها بمهام البحث والإنقاذ.
- دمقرطة الاتحاد الأوروبي، الذي يعتبره الحزب حالياً مؤسسة ذات سمات أوليغارشية ، تتهرب سياساتها من الرقابة الديمقراطية على مواطنيها.

## موقف حزب ميرا25 من القضية الفلسطينية
قامت حركة ديم25 وحزب ميرا25 في ألمانيا بالمشاركة في التنظيم والتجهيز لمؤتمر فلسطين مع عدد من المنظمات الداعمة للقضية الفلسطينية (مثل الصوت اليهودي من أجل السلام العادل في الشرق الأوسط) والناشطين الفلسطينيين واليساريين. كان مخططاً أن ينعقد المؤتمر من 12 إلى 14 نيسان 2024 في برلين. قامت الشرطة الألمانية بمهاجمة وإلغاء المؤتمر بعد ساعات قليلة من انطلاقه. وكان هذا جزءا من حملة ممنهجة لتتضييق على الأصوات الداعمة لحقوق الفلسطينيين بحجة محاربة معاداة السامية.
يتبنى حزب ميرا25 حل الدولة الواحدة (دولة واحدة علمانية وديمقراطية للفلسطينيين والإسرائيليين)، ويرى أن حل الدولتين غير ممكن بسبب الاستيطان والاحتلال الإسرائيلي. وفي ضوء حرب غزة التي بدأت بعد 7 أكتوبر طالب ميرا25 بوقف فوري لإطلاق النار والسماح بالمساعدات، قطع التمويل والتسليح عن الجيش الإسرائيلي، دعم عودة اللاجئين الفلسطينيين إلى أرضهم وبيوتهم.